# جيانلوكا باسيلي
جيانلوكا باسيلي (بالإيطالية: Gianluca Basile)‏ مواليد 24 يناير 1975 في روفو دي بوليا، إيطاليا، هو لاعب كرة سلة إيطالي بدأ مسيرته الاحترافية في سنة 1995 يلعب مع فريق أورلاندينا باسكيت في ليغا باسكيت الدرجة الأولى ويحمل الرقم 5. يبلغ طوله 6 قدم 3.75 بوصة (1.9 م). مثّل منتخب بلاده. شارك في مسابقة كرة السلة في الألعاب الأولمبية الصيفية.

## فرق لعب لها
- بالاكانسترو ريجيانا
- نادي برشلونة لكرة السلة
- بالاكانسترو كانتو
- أولمبيا ميلانو
- أورلاندينا باسكيت

## الميداليات
| الميدالية | المسابقة                                    |
| --------- | ------------------------------------------- |
| فضية      | كرة السلة في الألعاب الأولمبية الصيفية 2004 |
| ذهبية     | بطولة أمم أوروبا لكرة السلة 1999            |
| برونزية   | بطولة أمم أوروبا لكرة السلة 2003            |

## روابط خارجية
- جيانلوكا باسيلي على موقع الاتحاد الدولي لكرة السلة (الإنجليزية)
- جيانلوكا باسيلي على موقع الدوري الأوروبي لكرة السلة (الإنجليزية)
- جيانلوكا باسيلي على موقع الدوري الإسباني لكرة السلة (الإسبانية)
- جيانلوكا باسيلي على موقع كرة السلة الأوروبية.كوم (الإنجليزية)
- جيانلوكا باسيلي على موقع ريلجم (الإنجليزية)
- جيانلوكا باسيلي على موقع بروبوليرز (الإنجليزية)
- جيانلوكا باسيلي على موقع سبورتس رفرنس (الإنجليزية)
- جيانلوكا باسيلي على موقع أوليمبيديا (الإنجليزية)
- جيانلوكا باسيلي على موقع اللجنة الأولمبية الإيطالية (الإيطالية)